# Ottenheim (Weilerswist)
Ottenheim ist ein Ortsteil der Gemeinde Weilerswist im Kreis Euskirchen, Nordrhein-Westfalen und bildet gemeinsam mit Hausweiler, Derkum und Schneppenheim die statistische Ortschaft Hausweiler-Derkum mit rund 1.700 Einwohnern.

## Lage
Der Ort liegt am südlichen Ende des Gemeindegebietes an der Landesstraße 194 (ehemals B 51) zwischen Weilerswist und Euskirchen. Im Süden grenzt das Euskirchener Industriegebiet IPAS an den Ort und im Westen fließt die Erft. Nördlich liegt der Ortsteil Derkum.

## Geschichte
Ottenheim wird 856 erstmals urkundlich erwähnt. Die ersten bekannten Dorfherren waren um 1128 die Grafen von Limburg. Im Jahre 1430 gehörte der Ort zum Herzogtum Burgund. Nach der spanischen Zeit (1525–1712) wurde auch Ottenheim 1794 von französischen Truppen besetzt. Bei der Schaffung einer neuen Verwaltung 1798/1800 unter französischer Herrschaft gehörte Ottenheim zur Mairie Lommersum im Kanton Lechenich. Nach einer Zugehörigkeit zur Provinz Jülich-Kleve-Berg ab 1816 kam der Ort 1822 zur Rheinprovinz, in der er zur Bürgermeisterei Lommersum im Kreis Euskirchen gehörte. Seit der Entstehung des Landes 1946 gehört das Dorf zu Nordrhein-Westfalen. 1951 entstand dann das Amt Weilerswist-Lommersum mit Ottenheim. Am 1. Juli 1969 wurde die Gemeinde Lommersum mit Ottenheim in die Gemeinde Weilerswist eingegliedert.

## Verkehr

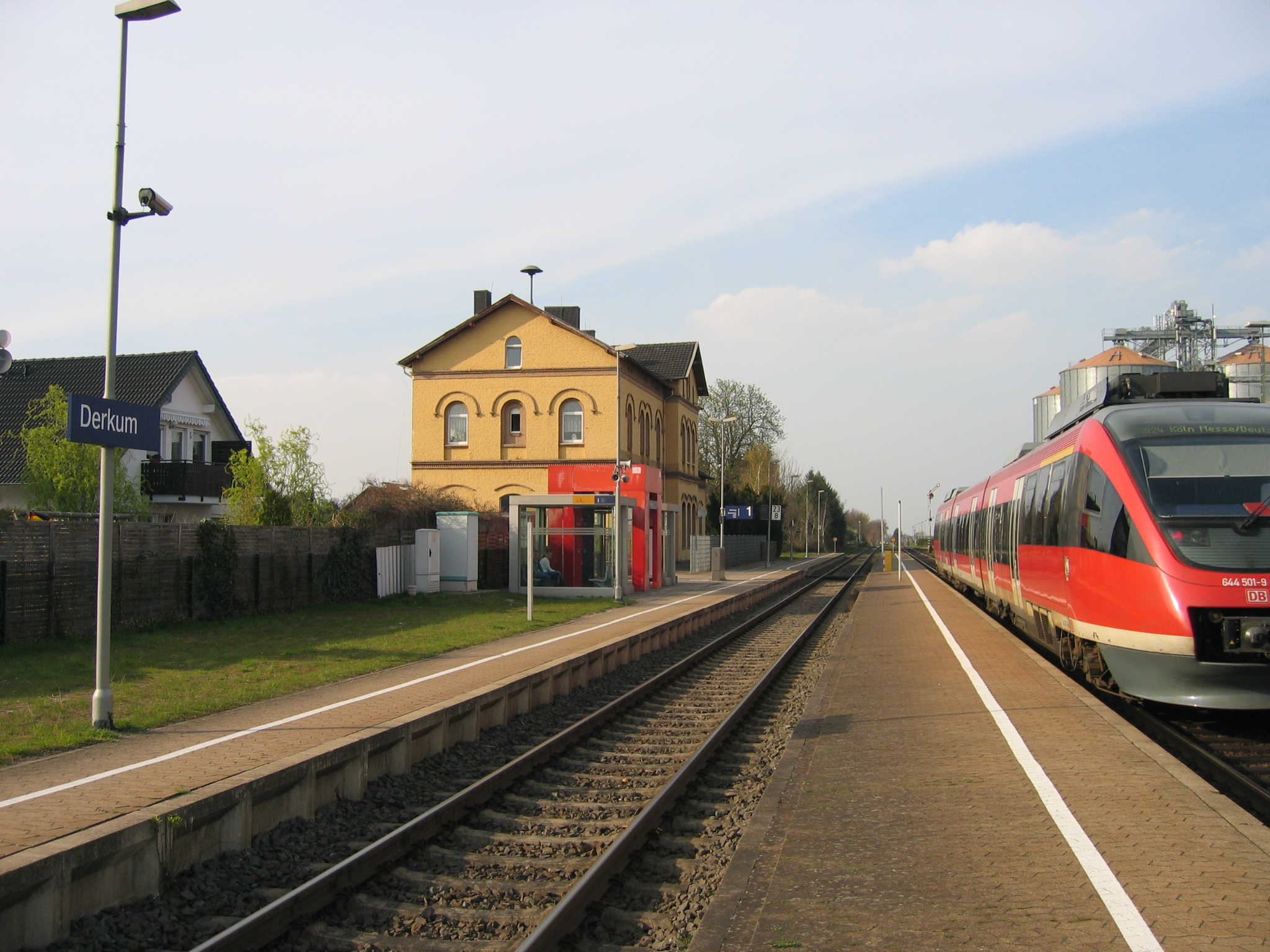
Haltepunkt Weilerswist-Derkum

In Ottenheim befindet sich der Haltepunkt „Weilerswist-Derkum“ an der Eifelstrecke von Köln über Euskirchen nach Trier. 
Die VRS-Buslinien 869 und 985 der RVK verbinden den Ort mit Weilerswist, Euskirchen und Brühl.
| Linie | Betreiber | Verlauf |
| ----- | --------- | --- |
| 869   | RVK       | Euskirchen Bf – Kessenich – Bodenheim – Lommersum – Derkum Bf                                                        |
| 985   | RVK       | Euskirchen Bf – Wüschheim – Ottenheim – Derkum – Hausweiler – Großvernich – Weilerswist Bf – Brühl Mitte (Stadtbahn) |

## Sonstiges
- Die Buir-Bliesheimer Agrargenossenschaft betreibt im Ort einen großen landwirtschaftlichen Lagerkomplex.
- Der größte Ortsverein sind die Sportfreunde Derkum-Hausweiler-Ottenheim e. V.